# Blechnum patersonii
Blechnum patersonii är en kambräkenväxtart. Blechnum patersonii ingår i släktet Blechnum och familjen Blechnaceae.

## Underarter
Arten delas in i följande underarter:
- B. p. patersonii
- B. p. queenslandicum

## Bildgalleri

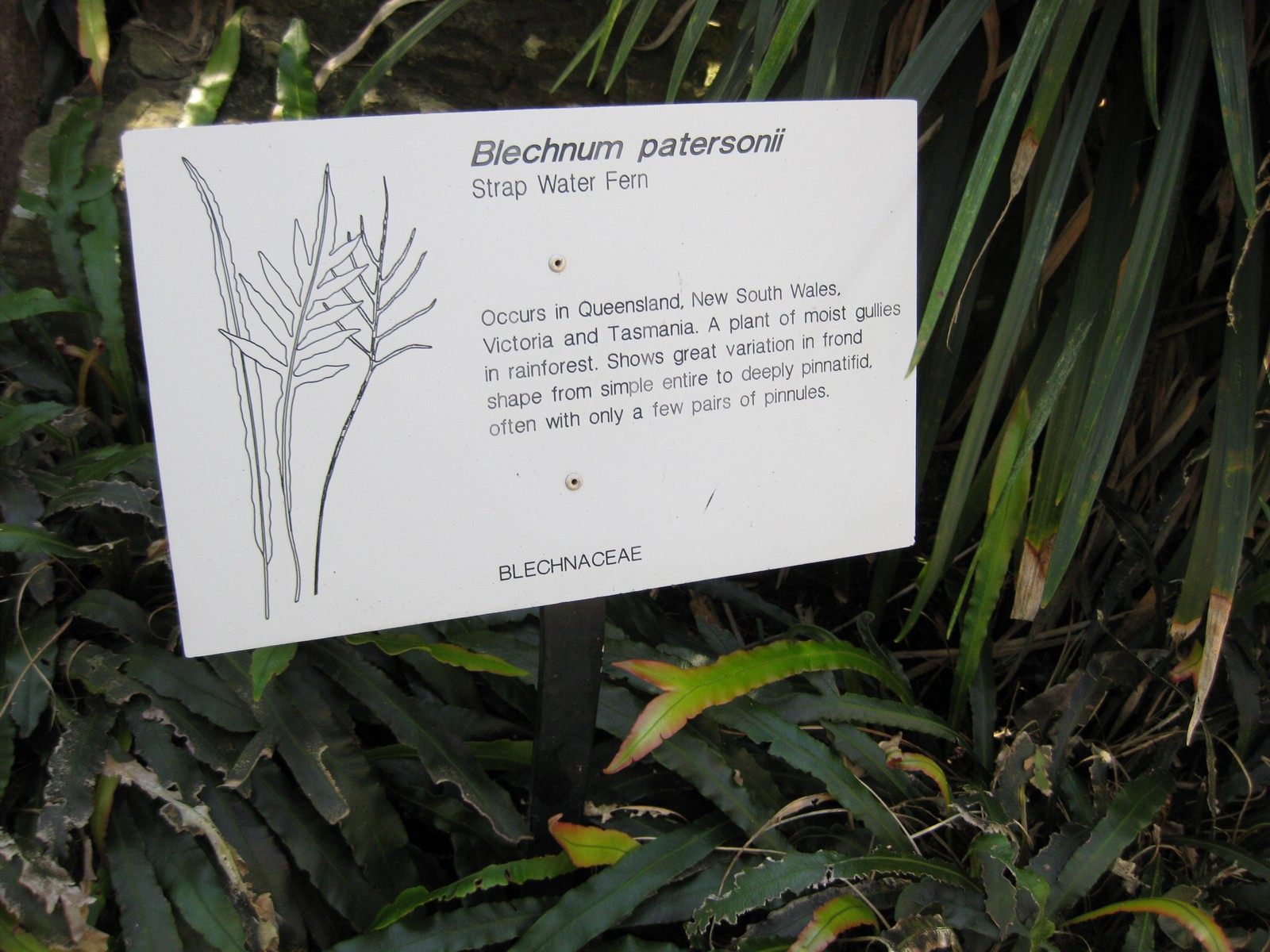